# Phascolosoma meteori
Phascolosoma meteori är en stjärnmaskart som först beskrevs av HTrubel 1904.  Phascolosoma meteori ingår i släktet Phascolosoma och familjen Phascolosomatidae. Inga underarter finns listade i Catalogue of Life.